# Касторокауда
Касторокауда (лат. Castorocauda lutrasimilis) — вимерлий синапсид, що вів напівводний спосіб життя. Жив в середньому юрському періоді, близько 164 млн років тому. Викопні рештки виявлені у відкладеннях масиву Даохугоу (імовірно, частина формації Цзюлуншань) у Внутрішній Монголії (КНР).

## Характеристика
Касторокауда була дуже спеціалізованим видом. За способом життя нагадувала сучасних напівводних ссавців — таких, як бобер, нутрія та качконіс.
Назва роду Castorocauda походить від латинських слів «castor» (бобер) і cauda (хвіст); назва виду lutrasimilis означає «подібний до видри», тобто «схожий на видру звір з хвостом як у бобра».
Припускається, що тварина важила близько 500—800 грамів, а довжина тіла досягала 42,5 сантиметри. Таким чином, касторокауда була найбільшим синапсидом (предком ссавців) юрського періоду.
Касторокауда, ймовірно, вів напівводний спосіб життя: як сучасні качконоси, він рив тунелі, в яких відкладав яйця і звідки періодично вибирався у воду, щоб годуватися. На землі він відчував себе не дуже затишно і пересувався порівняно незграбно. Про пристосованість до плавання свідчать його перетинчасті лапи, метаболізм теплокровних і широкий плоский хвіст завдовжки до 20 см. Судячи з форми та будови зубів, звірятко спеціалізувалося на лові риби та водних безхребетних.

## Класифікація
Касторокауда входить до складу ряду Docodonta, що входить в надряд Mammaliaformes, до якого, поряд з вимерлими видами, належать і сучасні ссавці. Серед докодонтів Castorocauda перебувала в найближчій спорідненості з європейськими видами Krusatodon і Simpsonodon, що свідчить про обмін фауною між Європою та Азією в часи середньоюрського періоду. Пізніше між цими майбутніми континентами утворилася Тургайська протока.

## Розмірковування палеонтологів
Зроблена знахідка змушує палеонтологів повністю переглянути свої погляди на історію ссавців. Скам'янілість, що прекрасно збереглася, є найдавнішим і великим плаваючим ссавцем, який коли-небудь потрапляв до рук учених. Крім того, китайський звір виявився найдавнішим з відомих на сьогодні тварин, покритих хутром. Присвячена відкриттю стаття з'явилася в журналі Science.
Довгий час палеонтологи вважали, що ссавці, які плуталися під ногами у динозаврів в юрському періоді мезозойської ери, були крихітними звірками на зразок землерийок і вели суто наземний спосіб життя. Невеликі розміри обмежували їхній раціон рослинами, комахами й дрібними хребетними. Знайдений в Китаї у 2005 році доісторичний борсук Repenomamus giganticus віком 130 млн років частково скорегував такі уявлення: його довжина досягала 1 м, а в шлунку були присутні залишки кісток динозаврів.
Тепер з'ясовується, що форми ранніх ссавців були до того ж значно різноманітнішими, ніж могли уявити палеонтологи.
За словами заступника директора з досліджень та колекцій Національного музею природознавства в Вашингтоні Ханса Дітера Зюса, виявлення касторокауди доводить, що мезозойські ссавці цілком адаптувалися до життя у воді та повернулися до неї набагато раніше, ніж припускалося. З моменту існування касторокауди до появи перших китів і ламантинів пройде ще 100 млн років.
Більшість виявлених екземплярів первісних ссавців досі зводилися до кількох розрізнених і фосилізованих кісток, головним чином — зубів. Юрський же бобер, знайдений у відкладах біля основи стародавнього озера у Внутрішній Монголії, зберігся у вигляді майже повного скелета. Навіть крихітні кістки середнього вуха виявилися непошкодженими. Скам'янілість оточували відбитки — безсумнівні сліди хутра, а формування хутра в еволюційній перспективі безпосередньо передує формуванню ссавців.
Юрський бобер не є ссавцем в сучасному сенсі. Він належить до безпосередніх попередників ссавців — подібних до качкодзьоба і єхидни.
До касторокауди найдавнішою скам'янілістю, на якій вціліли сліди хутра, визнавалася Eomaia scansoria — первісний гризун, також знайдений в Китаї у 2002 році. Eomaia scansoria належить до перших плацентарних ссавців. Звірятко розміром з велику мишу мешкало, по всій видимості, в чагарнику і на низьких гілках дерев, харчувалося в основному комахами й завдяки гострим кігтям могло лазити по деревах, як білка. Але еомайя жила 125 млн років тому — на 40 млн років пізніше, ніж покритий хутром касторокауда.